# Arivaca Junction, Arizona
Arivaca Junction, Arizona (енгл. Arivaca Junction) насељено је место без административног статуса у америчкој савезној држави Аризона.

## Демографија
По попису из 2010. године број становника је 1.090.
| Група             | 2000.    | 2010.       |
| Белци             | 0 (0,0%) | 326 (29,9%) |
| Афроамериканци    | 0 (0,0%) | 1 (0,1%)    |
| Азијати           | 0 (0,0%) | 0 (0,0%)    |
| Хиспаноамериканци | 0 (0,0%) | 737 (67,6%) |
| Укупно            | 0        | 1.090       |